# Futura (Schiff)
Die Futura ist eine im Bau befindliche Ro-Pax-Doppelendfähre der Reederei Scandlines. Im August 2025 wurde bekannt, daß das Schiff noch vor seiner Indienststellung in "The Baltic Whale" umbenannt werden soll.

## Geschichte
Die im November 2021 bestellte Fähre wird unter der Baunummer NB1090 auf der türkischen Werft Cemre Shipyard gebaut. Der Bau begann mit dem ersten Stahlschnitt am 4. April 2022. Der Kiellegung der Fähre fand am 30. August 2022, der Stapellauf am 25. November 2023 statt.
Die Fähre, die von Scandlines für den Einsatz auf der Vogelfluglinie zwischen Puttgarden und Rødbyhavn vorgesehen ist, soll voraussichtlich im Herbst 2025 in Dienst gestellt werden. Ursprünglich sollte sie dort die Fähren Holger Danske und Kronprins Frederik ersetzen. Infolge der durch die COVID-19-Pandemie zeitweise unterbrochenen Fährverbindung über den Fehmarnbelt wurde die Holger Danske allerdings bereits 2020 außer Dienst gestellt und 2021 zur Verschrottung verkauft, während die Kronprins Frederik auf der Vogelfluglinie noch als Frachtfähre genutzt wird.
Das Schiff wurde vom norwegischen Schiffsarchitekturbüro LMG Marin in Zusammenarbeit mit Scandlines entworfen. Die Baukosten belaufen sich auf rund 80 Mio. Euro. Weitere etwa 20 Mio. Euro investiert die Reederei in die für den Betrieb der Fähre benötigte Landinfrastruktur.

## Technische Daten und Ausstattung
Die Fähre ist mit einem Hybridantrieb ausgestattet. Sie kann entweder vollelektrisch oder dieselelektrisch angetrieben werden. Die beiden Kongsberg-Propellergondeln, von denen sich jeweils eine an den beiden Enden der Fähre befindet, werden jeweils von einem Elektromotor mit 3750 kW Leistung angetrieben. Für die Stromversorgung stehen drei von MTU-Dieselmotoren des Typs 12V4000 mit jeweils 1500 kW Leistung angetriebene Generatoren und Lithium-Ionen-Akkumulatoren mit einer Kapazität von 10 MWh zur Verfügung. Die Akkumulatoren können in Rødbyhavn und in Puttgarden innerhalb von zwölf Minuten geladen werden. Wird die Fähre vollelektrisch betrieben, erreicht sie eine Reisegeschwindigkeit von 10 kn. Mit dem dieselelektrischen Antrieb ist eine Reisegeschwindigkeit von 16 kn möglich.
Die Fähre verfügt über zwei durchlaufende Fahrzeugdecks. Die Zufahrten zu den Fahrzeugdecks befinden sich hinter jeweils nach oben aufklappbaren Visieren. Auf beiden Fahrzeugdecks können Lkw befördert werden. Insgesamt stehen rund 1200 Spurmeter zur Verfügung, auf denen rund 66 Lkw bzw. Auflieger transportiert werden können. Um beide Decks nutzen zu können, müssen in Puttgarden und Rødbyhavn entsprechende Ladebrücken gebaut werden. Das Fahrzeugdeck auf dem Hauptdeck ist vollständig geschlossen. Das Fahrzeugdeck auf dem Oberdeck ist an den Enden nach oben offen. Der mittlere Bereich ist mit den Decksaufbauten überbaut. Hier befinden sich unter anderem die Einrichtungen für die Passagiere. Das Steuerhaus ist mittig auf die Decksaufbauten aufgesetzt.